# セルゲイ・コロリョフ
セルゲイ・パーヴロヴィチ・コロリョフ（ウクライナ語: Сергій Павлович Корольов, ロシア語: Сергей Павлович Королёв; 1907年1月12日〈旧暦1906年12月30日〉 – 1966年1月14日）は、ソビエト連邦の最初期のロケット開発指導者。コロリョフは、アメリカのヴェルナー・フォン・ブラウンとともに米ソ宇宙開発競争の双璧を成した人物である。
第一設計局 (OKB-1) の主任設計者として世界初の大陸間弾道ミサイル (ICBM) であるR-7を開発した。R-7はペイロードを核弾頭から宇宙船に替えて宇宙開発にも使用され、1957年に世界最初の人工衛星スプートニク1号を打ち上げ、1961年には世界初の有人宇宙飛行としてユーリイ・ガガーリンを宇宙に運んだ。

## 人物・来歴

### エンジニアとなるまで
コロリョフは当時ロシア帝国領だった（現在はウクライナ領）ジトーミルにロシア人の父とウクライナ人の母の間で生まれ、若い頃はオデッサで、その後はキエフで学び、1920年代前半にはキエフの航空研究会に所属してグライダーを設計した。1926年にモスクワ最高技術学校（現在のバウマン・モスクワ工科大学）に進み、有名な航空機設計者のアンドレイ・ツポレフの指導を受けながら1930年に卒業した。その後は爆撃機の設計に従事しながら、航空機にジェット推力を使う事を構想し、1931年にはジェット推力研究グループ (GIRD) に参加した。

### シベリア流刑
1933年にはソビエト連邦で最初の液体燃料ロケットの打上げに成功し、新設されたジェット推力研究所の所長になった。1938年7月22日、新ロケットの開発に難航する中、他の研究所メンバーと共にソ連内務人民委員部 (NKVD) に逮捕された。先に逮捕されていたヴァレンティン・グルシュコの告発による冤罪である。
容疑はテロ組織への関与と研究遅延・怠慢による国家資源浪費であった。尋問の際には顎をひどく骨折するほどの暴行を受け、自白を強要された。10年の刑を受け、シベリアのコルィマ鉱山にある強制収容所に送られた。過酷な環境の中で壊血病を患い、症状はひどく悪化したため全ての歯は抜け落ち、心臓病に苦しんだ。
コロリョフはその後、師であるツポレフの嘆願などにより8年へ減刑され、モスクワにある科学者刑務所（シャラーシカ、Sharashka、Шарашка）に移され、かつての同僚でコルィマ送りのきっかけとなったグルシュコと共に再び戦闘機・爆撃機開発に従事した。コロリョフの罪が免除されたのは1944年だった。
後にコロリョフは、自分を収容所に送った元凶がグルシュコの虚偽の告発と知り、グルシュコもまた、常にコロリョフの陰に置かれる立場が気に入らず、死ぬまで相互不信が続く事になった。ソ連首相フルシチョフは2人の不仲を非常に気にかけ、コロリョフとグルシュコを夫人同伴で自宅に招いて仲直りさせようとしたが、成功しなかったという。フルシチョフはまた、コロリョフの人間性をあらわすエピソードとして以下の話を回想記に記している。コロリョフは、自分が当初反対した酸燃料（自己着火性過酸化剤燃料）を用いたミサイルのプロジェクトがミハイル・ヤンゲリの主導で成功しはじめたのを見ると、そのプロジェクトを自分に回してくれるようにとフルシチョフに直訴した。フルシチョフは、「そんなことをしたらヤンゲリに対する侮辱になる」とコロリョフをたしなめた上で、「天才にも弱点があるものだ」と回想記に記している。

### ロケット開発への参加
1945年にコロリョフは初の栄誉勲章を受け、赤軍では大佐の階級を与えられた。同年、第二次世界大戦直後のドイツに飛び、ペーネミュンデ研究所で作られていたドイツのV-2ロケットの情報収集を行った。1946年には5000人のドイツ人技術者をソ連国内に移送させたが、この技術者達は比較的良い扱いを受け、彼らは1947年にV-2の改良型のR-1多弾頭型ロケットを打ち上げた。しかし、同年にコロリョフが設計したR-2ロケットはV-2の倍の飛行距離を記録した。ドイツ人技術者達は1954年から1956年にかけて東ドイツに帰国する事になった。その後、グルシュコの設計したエンジンが信頼性を持てずに開発が難航したが、1953年にはR-5で射程1200キロメートルの中距離弾道ミサイルの開発に成功し、さらに1957年8月にはR-7の実験に成功し、模擬弾頭をカザフスタンのバイコヌールから極東のカムチャツカ半島に到達させた。R-7は射程が7000キロメートルと長距離で、早速ICBMとして配備され、ソ連は太平洋（北極海）を超えてアメリカ本土を直接攻撃できるようになった。
なお、コロリョフは1950年4月にカリーニングラードの第88研究所 (NII-88) 内に設置された第1設計局 (OKB-1) の主任設計者に任命され、1952年にはソ連共産党に入党して研究開発に必要な資金が国家から援助されるようになり、1957年4月には1938年の逮捕と裁判が不当と認められて名誉回復にこぎ着けた。一方、1930年に結婚した妻クセニアとの間は一女が生まれたが、強制労働中は引き離され、解放して再会した後の1948年には離婚して、若いニーナと1949年に再婚した。

### 宇宙開発への貢献
1957年10月4日に、R-7ロケットにより世界最初の人工衛星スプートニク1号を打ち上げた。コロリョフは1953年のソ連科学アカデミーで犬の運搬を含めた人工衛星打ち上げの可能性を主張したが、軍や党の反対で実現しなかった。しかし、1957年が国際地球観測年で、アメリカが世界初の人工衛星の打ち上げを計画している事を西側の新聞で知ったコロリョフは、アメリカ政府が巨額の費用を理由に凍結したのに対して、ソ連がアメリカに先駆けて世界最初の人工衛星を打ち上げることの意義を説いて、人工衛星の打ち上げにこぎ着けた。そして、コロリョフの計画は完全に成功し、重量83.6キログラムでシンプルなデザインの人工衛星が大気圏外に打ち上げられた。ニキータ・フルシチョフ第一書記がソ連の社会主義科学の成果を誇り、アメリカの科学技術の権威が失墜するスプートニク・ショックが世界を駆けめぐった。
続いて、ロシア革命40周年記念日（1957年11月7日）直前の11月3日にスプートニク2号が打ち上げられた。これは重量が500キログラムを超え、中にライカという犬を乗せて宇宙に運んだ事がより衝撃的だった。ただし、この時点ではコロリョフの開発チームにはこの犬を周回軌道上から地上に生還させる技術はなく、予定の10日後よりももっと早い数時間後に犬は死亡した。
続いて有人宇宙船ボストーク（ボストーク計画）を開発し、1961年に世界初の有人宇宙飛行としてユーリイ・ガガーリンを宇宙に運んだ。
さらに有人月旅行を目指して大型宇宙船ソユーズや大型ロケットN-1の開発を進めるが、1966年、ガンの手術中に心臓停止し、死去。59歳没。若年期のシベリアでの強制労働が原因で身体は弱り果てていたという。国葬で送られ、赤の広場の壁にソ連の歴代要人と並んで葬られた。

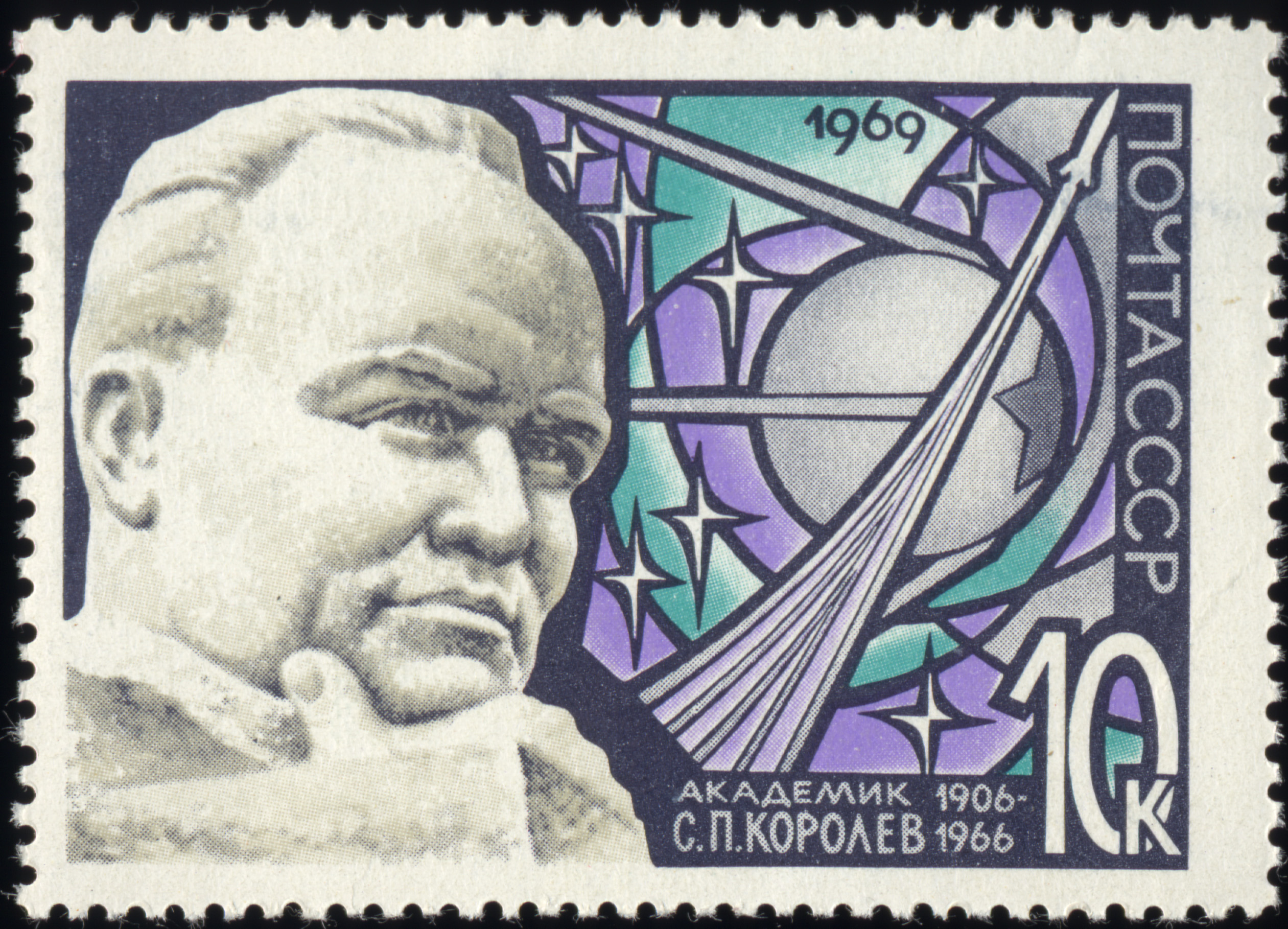
コロリョフを追悼したソ連の切手

コロリョフはその開発が高く評価され、レーニン勲章も授与されたが、宇宙開発技術者の身元を明かさないというソ連当局の方針によって、その死まで彼の名前が西側に伝わることはなかった。アメリカのヴェルナー・フォン・ブラウンと共に、米ソ宇宙開発競争の中心人物であった両者は一度たりとも対面したことはなかったばかりではなく、ブラウンがコロリョフの存在を知ったのは彼の死後であった。
コロリョフの死後、第1設計局 (OKB-1) の主任設計者は、長年に渡り彼の首席補佐を務めたヴァシーリー・ミシンが引き継ぐ事となった。
彼の設計したR-7はその後も仕様変更などを重ね、2008年現在でも運用され、1500回以上の打ち上げに成功している文句なしに世界で一番安全なロケットであり「ロケット界のフォルクスワーゲン」と言われている。

### 現在
- ロシアの主要ロケット・宇宙機器製造会社・エネルギアがコロリョフの名称を付けている。
- 上記エネルギアがあるモスクワ北東郊外の街カリーニングラード[3]がコロリョフと改称されている
- サマーラのロシア国立航空宇宙大学に「コロリョフ記念アカデミー」の名前が付されている。